# 江苏省人民委员会
江苏省人民委员会是1955年2月至1968年3月间中华人民共和国江苏省的省级国家行政机关。

## 历任领导

### 江苏省一届人大期间
- 任期：1955年2月－1958年10月
- 省长：惠浴宇
- 副省长：刘顺元、管文蔚、冷遹、季方、周一峰、陈书同、韦永义、吴贻芳、刘国钧

### 江苏省二届人大期间
- 任期：1958年10月－1964年9月
- 省长：惠浴宇
- 副省长：许家屯、管文蔚、冷遹、周一峰、陈书同、韦永义、吴贻芳、刘国钧、李士英（1959年12月－）、包厚昌（1959年12月－）

### 江苏省三届人大期间
- 任期：1964年9月－1968年3月
- 省长：惠浴宇
- 副省长：李士英、许家屯、包厚昌、管文蔚、陈书同、吴贻芳、刘国钧、冯纪新、欧阳惠林、陈扬